# Фолтын, Мария
Мария Фолтын (пол. Maria Fołtyn; 28 января 1924, Радом — 2 декабря 2012, Варшава) — польская оперная певица (сопрано), режиссёр-постановщик, педагог, организатор и председатель Общества любителей музыки Монюшко. Заслуженный деятель культуры ПНР (1989).

## Биография
В 1948 окончила среднюю музыкальную школу в Гданьске. Продолжила учиться вокалу под руководством А. Дидура в Катовице, позже — в Сопоте. В 1950—1957 — ученица Ады Сари в Варшаве.
В конце 1950-х гг. училась в Италии у профессора Джулио Тесса в Верчелли, затем в 1960-х — в Лейпциге (Германия). В 1973 окончила Театральную академию имени Александра Зельверовича в Варшаве.

## Творчество
Польская оперная дива. Примадонна Варшавского Большого театра — Национальной оперы. Солистка оперных театров в Лодзи, Любеке, Лейпциге, Гамбурге и др.
Дебютировала на сцене Балтийской оперы в 1949 году в опере «Галька» Ст. Монюшко. Успешное выступление сразу же открыло ей двери на сцену столичных театров. После выступлений в роли Балладина в «Goplanie» Владислава Зеленского и «Гальки» в новой постановке Льва Шиллера прочно заняла позиции оперной солистки.
Кроме репертуара Монюшко исполняла роли в операх десятков других композиторов, в том числе, Верди, Вагнера и Чайковского.
Выступала с концертами в Бонне, Гамбурге, Риме, Милане, Москве, Ленинграде, Праге, Нью-Йорке, Торонто и Оттаве и многих других городах.
Лауреат двух международных конкурсов: в Верчелли (1956) и Чарарте (1957). В 1978—1998 была художественным руководителем Международного музыкального фестиваля им. Монюшко.
Первой её работой в качестве режиссёра была «Галька», поставленная на Кубе в 1971 г., затем в Турции, Мексике, Бразилии и Японии. Режиссировала оперу «Страшный двор» в Будапеште.
Воспитала ряд известных оперных исполнителей.

## Награды
- Командорский крест со звездой Ордена Возрождения Польши
- 1953 — кавалерский крест Ордена Возрождения Польши
- Золотой крест Заслуги
- Серебряный крест Заслуги
- 1984 —Юбилейная медаль «40 лет Народной Польши»
- 1988 — Почётный знак общества «Polonia»
- 1988 — Орден «Знамя Труда» I степени
- 1996 — Медаль Монюшко
- 1998 — Медаль «400-летия столицы Варшавы»
- 2000 — Почётный до́ктор Музыкальной академии во Вроцлаве
- 2007 — премия «Złote Berło» Польского фонда культуры и банка Миллениум «Золотой жезл» за выдающиеся артистические достижения — вокальные, режиссёрские и педагогические, а также многолетнее содействие в деле популяризации польской музыки в мире.